# Marian Jankowski
Marian Jankowski (Robaczyn, 8 dicembre 1931 – Varsavia, 9 marzo 2017) è stato un sollevatore polacco.

## Carriera
Prese parte all'Olimpiade di Roma nel 1960, classificandosi al quinto posto. Vinse la medaglia d'argento ai campionati mondiali di Varsavia nel 1959 e si aggiudicò tre argenti e un bronzo ai campionati europei tra il 1957 e il 1960.
A livello internazionale gareggiò nella categoria dei pesi gallo mentre a livello nazionale fu per sei volte campione polacco, tra il 1956 e il 1958 nei gallo e tra il 1959 e il 1961 nei pesi piuma.
Dopo la fine della carriera agonistica, ha iniziato a lavorare come allenatore al Legia Varsavia. Tra i suoi allievi c'erano Norbert Ozimek, Zygmunt Smalcerz, Piotr Mandra, Jacek Gutowski e altri. È stato vicepresidente del PZPC e membro del Comitato Esecutivo della Federazione Europea di Sollevamento Pesi.